# Adolphe de Clèves-Ravenstein
 (juillet 2011).
Adolphe de Clèves, seigneur de Ravenstein (28 juin 1425 - 18 septembre 1492) est un aristocrate et un dirigeant des Pays-Bas. En tant que chef militaire et gouverneur-général, il fait sa carrière au service des ducs de Bourgogne. À la fin de sa vie (1483-1492), il choisit le camp des rebelles en Flandre contre l'archiduc Maximilien d'Autriche.
Il est le fils cadet du duc Adolphe IV de Clèves (1373-1448) et de Marie de Bourgogne (1394-1463), fille du duc de Bourgogne Jean sans Peur. Il reçoit son éducation à la cour bourguignonne de Philippe le Bon. En 1446 ou 1447, il aurait pu être élu archevêque de Cologne, mais la décision reste sans effet.
En 1450, son père lui donne les seigneuries de Ravenstein, Herpen et Uden.
En 1453, il épouse Béatrice de Coimbra, fille de l'infant Pierre de Portugal, duc de Coïmbra et nièce d'Isabelle de Portugal, duchesse de Bourgogne. Dans son contrat de mariage, il est prévu qu'il devienne seigneur de Dreischor en Zélande. En 1456, Béatrice donne naissance à un fils, Philippe de Clèves. Un an plus tard, naît Louise de Clèves. Béatrice décède en 1462.
À la mort de sa mère, Marie de Bourgogne, en 1463, il acquiert le château et la seigneurie de Wynendaele. C'est sa résidence de campagne principale pour laquelle il dépense sans compter. En 1488, il accorde à son fils Philippe la seigneurie de Wynendaele.
En 1470, il se remarie avec Anne de Bourgogne (1435-1508), une fille naturelle du duc Philippe le Bon et veuve d'Adrien de Borselen (chambellan de Philippe le Bon).
Il est nommé chevalier de l'ordre de la Toison d'or en 1456. Entre 1465 et 1473, il sert comme capitaine dans l'armée de Charles le Téméraire lors de ses campagnes dans le nord de la France. De 1477 à 1482, il occupe le poste de gouverneur et capitaine général du Comté de Hainaut.
En septembre 1492, après la victoire finale de Maximilien d'Autriche, il meurt en Zélande. Son corps est envoyé à Bruxelles, et fut inhumé dans l'église des Dominicains. Outre son fils légitime, Philippe de Clèves, qui lui succède, il laisse deux fils bâtards, Adolf et Jean de Clèves (nl) (bâtard de Ravenstein).